# Dicranotropis pondolandensis
Dicranotropis pondolandensis är en insektsart som först beskrevs av Frederick Arthur Godfrey Muir 1926.  Dicranotropis pondolandensis ingår i släktet Dicranotropis och familjen sporrstritar. Inga underarter finns listade i Catalogue of Life.